# Stazione di Borgofranco
Stazione di Borgofranco vasútállomás Olaszországban, Borgofranco d'Ivrea településen.

## Vasútvonalak
Az állomást az alábbi vasútvonalak érintik:
- Chivasso-Ivrea-Aosta-vasútvonal
- Chivasso-Pré-Saint-Didier-vasútvonal

## Kapcsolódó állomások
A vasútállomáshoz az alábbi állomások vannak a legközelebb:
- Stazione di Ivrea
- Stazione di Settimo-Tavagnasco